# Vittorino Pavan
Vittorino Pavan (Venezia, 13 aprile 1924 – Treviso, 2 novembre 2018) è stato un politico italiano.

## Biografia
Fratello minore di Agostino Pavan, si laureò in giurisprudenza nel 1949 ed esercitò la professione di avvocato a Treviso dal 1952, ricoprendo anche la carica di presidente dell'Ordine degli avvocati. Attivo politicamente nella Democrazia Cristiana, fu eletto consigliere provinciale nel 1956. L'anno successivo entrò a far parte del consiglio d'amministrazione dell'ospedale Ca' Foncello, in rappresentanza della provincia, e ne divenne il presidente nel maggio 1965, rimanendovi fino al 1977. Nel 1960 venne eletto al consiglio comunale di Treviso, dove rimase ininterrottamente fino al 1992. Ricoprì di nuovo la carica di presidente dell'ospedale cittadino dal 1980 al 1990. Dal luglio 1988 al novembre 1992 fu sindaco di Treviso.